# Гіпервітаміноз А
Гіпервітаміноз А є отруєнням внаслідок вживання занадто великої кількості попередньо сформованого вітаміну А (ретинілових ефірів, ретинолу та ретиналю). Симптоми гіпервітамінозу А виникають внаслідок зміненого метаболізму кісткової тканини та зміненого метаболізму інших жиророзчинних вітамінів. Вважається, що гіпервітаміноз А виникав ще у ранніх людей, і ця проблема зберігалася протягом всієї історії людства. Джерелом занадто великої кількості готового вітаміну А є харчі (такі як печінка деяких тварин), дієтичні добавки або ліки, що відпускаються за рецептом. Токсичності вітаміну А можна запобігти, вживаючи його добову дозу не більше рекомендованої.
Діагностика може бути важкою, оскільки сироватковий ретинол не чутливий до токсичних рівнів вітаміну А, але ефективні тести існують. Гіпервітаміноз А зазвичай лікують шляхом припинення споживання шкідливої їжі, дієтичних добавок або ліків. Більшість людей повністю одужують. Високе споживання провітамінних каротиноїдів (таких як бета-каротин) з овочів і фруктів не викликає гіпервітамінозу А.

## Ознаки та симптоми
Симптоми можуть включати:
- Зміни свідомості
- Зниження апетиту
- Запаморочення
- Зміни зору, подвійне бачення (у маленьких дітей)
- Сонливість
- Головний біль
- Дратівливість
- Нудоту
- БлювотуОзнаки

- Поганий набір ваги (у немовлят і дітей)
- Зміни шкіри та волосся
- Тріщини в куточках рота
- Випадання волосся (алопеція)
- Підвищена чутливість до сонячного світла
- Набряк губ (хейліт)
- Сухість губ, рота, очей і всередині носа
- Лущення шкіри, свербіж
- Жовте забарвлення шкіри (aurantiasis cutis)
- Аномальне розм'якшення кістки черепа (краніотабес у немовлят і дітей)
- Помутніння зору
- Біль або набряк кісток
- Випинання джерельця (у немовлят)
- Кальциноз слизової оболонки шлунка
- Кальцифікація серцевого клапана
- Гіперкальціємія
- Підвищення внутрішньочерепного тиску, що проявляється набряком мозку, набряком сосочка та головним болем (може називатися ідіопатичною внутрішньочерепною гіпертензією)
- Пошкодження печінки
- Передчасне закриття епіфіза
- Спонтанний перелом
- Уремічний свербіж

## Причини

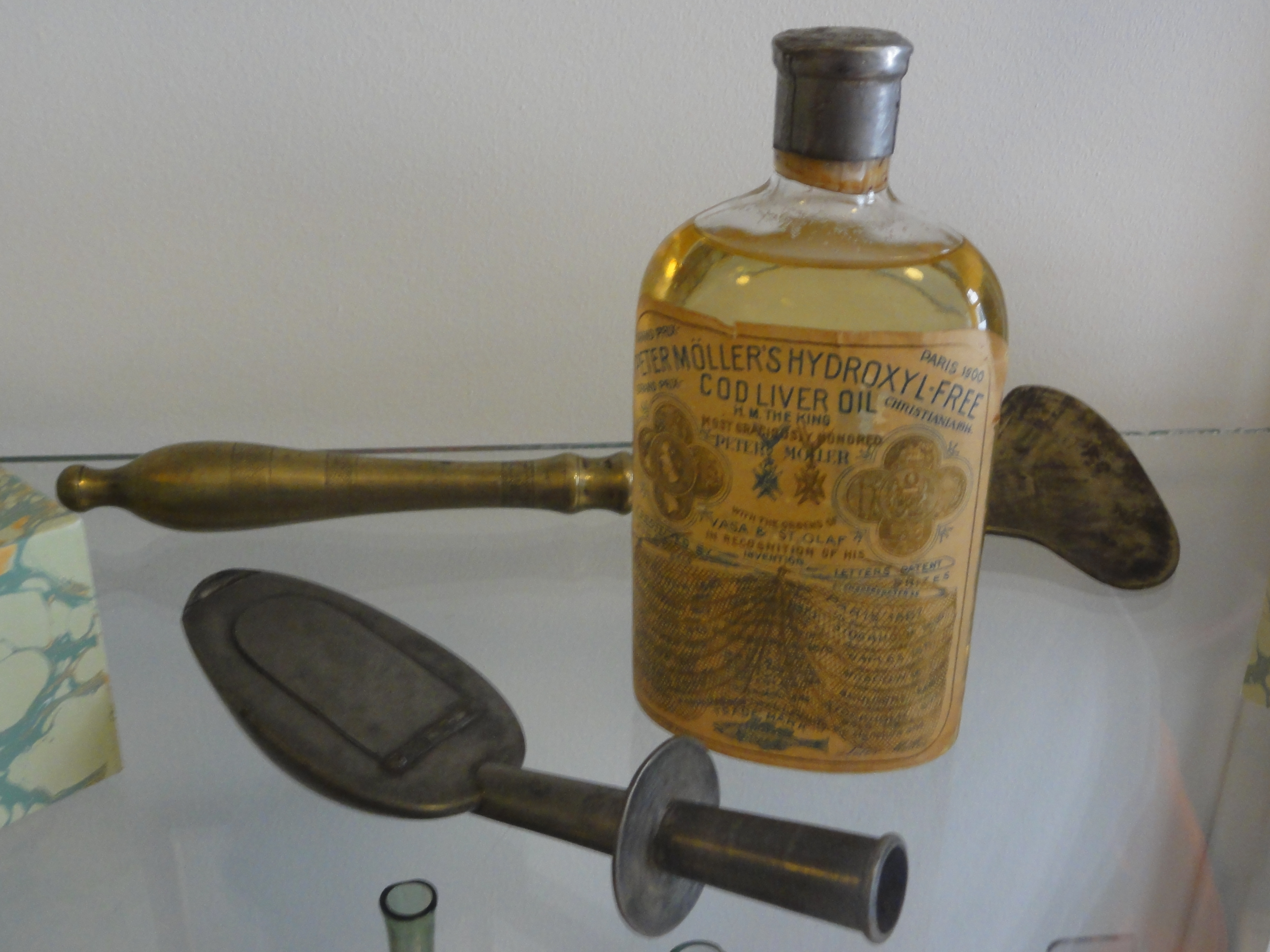
Жир печінки тріски, потенційно джерело токсичності вітаміну А.

Гіпервітаміноз А виникає внаслідок надмірного споживання попередньо сформованого вітаміну А. Можуть виникнути генетичні варіації толерантності до споживання вітаміну А, тому токсична доза не буде однаковою для всіх. Діти особливо чутливі до вітаміну А, причому щоденне споживання 1500 МО/кг маси тіла, як повідомляється, призводить до токсичності.

### Види вітаміну А
- «Здебільшого неможливо», щоб провітамінні каротиноїди, такі як бета-каротин, викликали токсичність, оскільки їх перетворення на ретинол в організмі суворо регулюється.[3] Ніколи не повідомлялося про токсичність вітаміну А при вживанні надмірної кількості каротиноїдів.[4] Надмірне споживання бета-каротину може спричинити лише каротиноз, нешкідливий і оборотний косметичний стан, при якому шкіра набуває помаранчевого кольору.
- Поглинання та зберігання вітаміну А в печінці відбувається дуже ефективно, поки не розвинеться патологічний стан.[3] При прийомі всередину засвоюється 70-90 % попередньо утвореного вітаміну А.[3]